# Mario Luzi
Mario Luzi (* 20. Oktober 1914 in Castello bei Florenz; † 28. Februar 2005 in Florenz) war ein italienischer Lyriker und Essayist. Luzi studierte französische Literatur und arbeitete zunächst als Gymnasiallehrer und ab 1955 als Professor für romanische Literatur und Komparatistik.

## Leben
Als Student fand er Zugang zum Kreis der Hermetiker, deren bekannteste Vertreter Eugenio Montale, Giuseppe Ungaretti und Salvatore Quasimodo sind. Bei den Intellektuellen in Florenz war der «ermetismo» durchaus kein Standpunkt einer Minderheit, sondern die damals vorherrschende literarische Haltung einer sich abkapselnden Gemeinschaft. Stilistisch und thematisch suchten sie die Distanz zur Propaganda der Faschisten. In einer Art innerem Exil sollten Fragen des menschlichen Lebens frei vom politischen Zeitgeist gestellt und beantworten werden. Gesucht wurde das Geheimnis des Lebens – die «verità del mondo». Der im Dienst der Diktatur stehenden Sprache, beispielsweise des Futurismus, in der Gewalt und das Motiv der technischen Geschwindigkeit verherrlicht wurden, stellte der «ermetismo» eine vordergründig dunkle und verschlossene – also hermetische – Sprache gegenüber. Mario Luzi hatte wenig Kontakt zum 1927 bis 1938 in Florenz lebenden Eugenio Montale, pflegte aber einen intensiven Austausch mit Piero Bigongiari, Oreste Macrì, Carlo Bo und Leone Traverso. 1935 veröffentlichte er seinen ersten Lyrikband «La barca». Im Gegensatz zu seinen stärker säkularisierten Weggefährten, befand sich Mario Luzi in einem von ihm als leidvoll beschriebenen inneren Konflikt mit dem Katholizismus, dem er zwar entfremdet war, der aber weiterhin sein Denken und Schreiben entscheidend beeinflusste. Sein Studium beendete er 1936 mit einer Arbeit über François Mauriac, den ihm weltanschaulich nahe stehenden Hauptvertreter des Renouveau catholique. Diese geistige Haltung hielt Luzi in Grundzügen bis zum Ende seines Lebens bei. Dem deutschsprachigen Lesepublikum wurde er hauptsächlich durch den Gedichtband «Wein und Ocker» bekannt.
Er ist Träger des Premio internazionale di poesia ›Gabriele d’Annunzio‹. 1987 wurde er mit dem Antonio-Feltrinelli-Preis ausgezeichnet. 2004 wurde Luzi vom italienischen Staatspräsidenten Carlo Azeglio Ciampi zum Senator auf Lebenszeit ernannt.

## Werke
- Tutte le poesie. 2 Bände. Mailand 1979.
  - Band 1: Il giusto della vita.
  - Band 2: Nell'opera del mondo.
- La cordigliera delle Ande e altri versi tradotti. Turin 1983.
- Discorso naturale. Mailand 1984.
- Tutte le poesie. Mailand 1988.
- Scritti. Hrsg. von Giancarlo Quirinconi. Venedig 1989.
- Frasi e incisi di un canto salutare. Mailand 1990.
- L’alta, la cupa fiamma. Poesie 1935–1984. Hrsg. von Maurizio Cucchi und Giovanni Raboni. Mailand 1990.

Übersetzungen:
- Gedichte / Poesie. Ausgewählt und übersetzt von Gio Batta Bucciol und Irmgard B. Perfahl. Narr, Tübingen 1989.
- Wein und Ocker. Gedichte italienisch und deutsch. Auswahl, Übersetzung und Nachwort von Hanno Helbling. Klett-Cotta Stuttgart 1998, ISBN 3-608-95881-9.